# What You Know bout Me?
What You Know bout Me? — дванадцятий студійний альбом американського репера Мессі Марва, виданий лейблом Sumo Records 5 грудня 2006 р. Виконавчий продюсер: Мессі Марв. Мастеринг: Джастін Вайс.

## Список пісень
1. «Intro»
2. «Land of Trill» (з участю David Banner)
3. «I See, You Buy» (з участю Selau)
4. «Nigga wit the Sac»
5. «Phone Skit #1»
6. «Bitch I'm Fresh» (з участю Pastor Troy  та Andre Nickatina)
7. «Oh» (з участю Keyshia Cole)
8. «Come Fuck wit Us» (з участю San Quinn та V-White з The Delinquents)
9. «You Can Be My Nigga» (з участю Selau)
10. «Phone Skit #2»
11. «Neva Forget» (з участю Outlawz)
12. «Dem' Boys» (з участю Click Clack Gang)
13. «I'm from the Bay» (з участю Jessica Rabbit та Matt Blaque)
14. «Phone Skit #3»
15. «Outro»

## Продюсери
- Девід Баннер — № 2
- Sean-T — № 4, 7
- Zaytoven — № 6
- The Slapboyz — № 13